# Ichneumon inurbanus
Ichneumon inurbanus là một loài tò vò trong họ Ichneumonidae.